# Cuachtli
El cuachtli (del náhuatl: kwachtli ‘manta grande de algodón’) era una tela de algodón que se utilizaba como dinero mercantil en la Mesoamérica posclásica, sobre todo en el Imperio mexica.

## Uso
La tela era blanca y representaba una cantidad específica de tiempo de trabajo. La longitud y la calidad también afectaron el valor.
Artículos como granos de cacao y polvo de oro en púas transparentes se utilizaron para hacer compras pequeñas, mientras que el uso de quachtli se reservó para compras más grandes. Como por ejemplo para la compra de esclavos.
En la lista de tributos a Tlapa, los tipos de cambio incluían 1 cuachtli por 20 tortas de caucho y 112,5 cuachtli por 1 traje de guerrero.
El nivel de vida se ha expresado utilizando cuachtli, y se estima que una persona podría vivir durante un año con 20 cuachtli.
Aun así, hay poca evidencia de que se haya usado esta tela. Su uso monetario continuó hasta principios del período colonial español.